# Яз (Васлуй)
Яз (рум. Iaz) — село у повіті Васлуй в Румунії. Входить до складу комуни Солешть.
Село розташоване на відстані 294 км на північний схід від Бухареста, 20 км на північ від Васлуя, 39 км на південь від Ясс.

## Населення
За даними перепису населення 2002 року у селі проживали 350 осіб, усі — румуни. Усі жителі села рідною мовою назвали румунську.